# Bessatsu Hana to Yume
Bessatsu Hana to Yume (別冊花とゆめ Bessatsu Hana to Yume?) fue una revista de manga shōjo perteneciente a la editorial Hakusensha. Fue fundada en 1977 como una publicación hermana de la revista "Hana to Yume". En el número correspondiente al mes de julio de 2018, lanzado el 26 de mayo del mismo año, la revista anunció su retiro, señalando que aquella era su última publicación. Las obras que publicaba fueron redirigidas a otras revistas de la misma editorial.

## Historia
"Bessatsu Hana to Yume" publicó su primera entrega en 1977, con una frecuencia de publicación trimestral. Posteriormente, en 1991 pasó a tener periodicidad bimensual. Dos años más tarde decide publicar mensualmente. En 2002 retorna a la entrega bimensual y 4 años después, en 2006, volvería a modificar su publicación, teniendo regularidad mensual. En septiembre de este año, además, la revista cambia su formato de impresión A5 a B5.
La edición especial del mes de julio 2018 de la revista "Hana to Yume", anunció el destino que tendrían las series manga que estaban siendo publicadas por "Bessastu Hana to Yume". Señaló que algunas comenzarían a ser publicadas por la revista "Melody", mientras que otras pasarían a distribuirse en la aplicación y sitio web "Manga Park" y en la revista web "Hana Yume Ai".

## Lista de manga
A continuación se detalla una lista con los títulos de los manga que publicó la revista, en orden alfabético:

### Mangas redirigidos
El orden es: Título manga nombre autor/a → Revista a la que fue removida
- Boku wa Chikyuu no Utau de Saki Hiwatari → "Melody"
- Hukago Sensei to. de Ko Matsuzuki → "Manga Park"
- Hyakka Mangekyou de Rei Izawa → "Manga Park"
- Kyokkei Gakuen de Shigeyoshi Takagi → "Manga Park"
- Kyuuketsuki to Yukai na Nakama-tachi de Marimo Ragawa → "Hana Yume Ai"
- Momo mo Motto! de Hisaya Nakajo → "Manga Park"
- Ochikubo de Naomi Yamauchi → "Manga Park"
- Sekai wa Kyou mo Mawatteru de Koyomi Minamori → "Manga Park"
- Touring Express Euro de Masumi Kawasou → "Manga Park"
- Wonder Honey de Emura → "Manga Park"

### Mangas finalizados
El orden es: Título manga nombre autor/a
0-9
- 0 no Soukoshi de Kaori Yuki
- 1+1 de Mao Fujisaki
- 1+1=0 de Noriko Kuwata

A
- Ai no Moto ni Tsudoe de Miku Sakamoto
- Akahime Ranshin de Nobuyo Yamamoto
- Akai Kutsu de Tomoko Katou
- Akusaga de Aya Kanno
- Ao no Imaaju de Yahiro Moritsugu
- Ao no Millennium de Aki Morino
- Aoi Hitsuji no Yume de Makoto Tateno
- Asa ga Mata Kuru Kara de Marimo Ragawa
- Asa kara Pika Pika de Miyuki Yamaguchi
- Aya no Kyoushitsu de Kana Hoshino

B
- B-Eyes de Chika Shiomi

- B.B Joker de Masahide Ichiyo, Nizakana
- Barairo Guardian de Mao Fujisaki
- Billy no Mori Jody no Ki de Jun Mihara
- Boku no Hmejima-kun de Koujirou Narihira
- Boku wo Tsutsumu Tsuki no Hikari: Bokutama Jidesai-hen de Saki Hiwatari

C
- Camelot Garden de Kaori Yuki
- Card no Ousama de Makoto Tateno
- Chinmoku no Tokishin de Makoto Tateno
- Chou Kyuukaku Tantei Nez de Yukie Nasu
- Chou Osuteki Darling de Mao Fujisaki
- Code Name wa Suzuki Tarou de Makoto Tateno
- Crusader de Masumi Kawasou
- Curry no Ouji-sama de Izumi Kawahara
- Cute x Guy de Makoto Tateno

D
- Dakkusu de Shiwasu Ohyuki
- Danshikou Kyuudou Bu! de Shiori Yuwa, Yui Tsutamori
- Dramatic Love Album de Yoshiki Nakamura
- Dorodarake no Honey de Koyomi Minamori

E
- Enoki Jinja Nyan Haiki de Ai Shimizu
- Eyes de Yuki Takahashi

F
- Fanfare Girl de Maker Marchen
- First Contact de Yahiro Moritsugu
- Fried Egg Moon de Marchen Maker
- Fruits Basket Another de Natsuki Takaya
- Fuka Fuka Mix de Fuon Amahara
- Fureya - Megami Hozon Kasetsu de Yoshimi Nakamura

- Furoito 1/2 de Izumi Kawahara
- Fuujirareta Akui de Yahiro Moritsugu

G
- Gekkou Gensou Teien de Marchen Maker
- GI King de Masumi Kawasou
- Gin de Satosumi Takaguchi
- Glass no Kamen de Suzue Miuchi
- Gold Rush 21 de Kiyo Fujiwara
- Guignol Kyuutei Gakudan de Kaori Yuki
- Gunjou Cinema de Ritsu Miyako
- Gururi de Naoe Kita
- Guuzen ga Nokosu Mono - Kioku Seinmei II de Saki Iwatari

H
- Hachimitsu Peagurasu de Fuon Amahara
- Hajimete no Hito de Kiyo Fujiwara
- Hakushaku Cain Series de Kaori Yuki
- Hane-kun no Kimi o Nosete de Mayumi Nozuma
- Hane-kun no Misarareta Yoru de Mayumi Nozuma
- Hane-kun no Sayonara o Iu Ki mo nai de Mayumi Nozuma
- Happiisu de Sachi Minami
- Hard Romantica de Kiyo Fujiwara
- Harapeko Vampino de Ryoji Hido
- Heat East de Masumi Kawasou
- Hiito Iisuto de Masumi Kawasou
- Himitsu no Hanazono de Aki Morino
- Hinageshi Shoujo Kagekidan de Miku Sakamoto
- Hiou Shirabyoushi de Meguru Toujou
- Hokusou Shinsengumi de Aya Kanno
- Honno no Tsuki de Masumi Kawasou
- Honto wa Kuuru na Kiryuu-san de Noriko Hara
- Hosutan he Youkoso de Makoto Tateno

I
- Ichigatsu no Rinbu de Kana Hoshino
- Ichiyou Raifuku de Noriko Kawata
- Idea no Hana de Emura
- Iikagen ni Runaway de Keiko Sasaki
- In Jack out de Nanpei Yamada
- Inaho Horizon de Mao Fujisaki
- Issunboushi to Hime no Koi de Kiyo Fujiwara
- Itsudemo Otenki Kibun de Marimo Ragawa
- Itsuka no Haru de Shigeyoshi Takagi

J
- Jajin-sama to Isshou de Noriko Kawata
- Jewel to Canary de Subaru Akino
- Jonpei to Boku to de Kagaku Oonishi, Kojiro Narihira
- Joshi no Seifuku de Miku Sakamoto
- Jung Frau de Masumi Kawasou

K
- Kaine de Kaori Yuki
- King Marker de Naoe Kita
- Kokoro Iroiro de Naoe Kita

L
- Lunatic de Masumi Kawasou

M
- Majusutshi de Yuriko Matsukawa
- Makoto no Kuni de Aya Kanno
- Mirai Kontengi de Fuon Amahara

N
- Neko no Machi no Ko de Satoshi Morie

O
- Ochikubo: Ima wa Mukashi no Cinderella Story de Naomi Yamauchi
- Oh! Warera Rettou Seitokai de Mayumi Aida
- Orange Chocolate de Nanpei Yamada
- Otomen de Kanno Aya
- Oyome ni Ikenai! de Kiyo Fujiwara

P
- Palace Meidi de Banko Kuze
- Patalliro! de Mineo Maya
- Papagoto de Naoe Kita
- Pinpon Rush! de Maki Minami
- Pochamani de Kaname Hirama

R
- Rasen Disk de Yoshimi Nakamura
- Rasetsu no Hana de Chika Shiomi
- Rashanu! de Mineo Maya
- Reverse! de Aki Morino
- Rins! Meikyuu Next Generation de Yuu Kamiya
- Rokuro no Kubi de Ryou Saenagi

S
- Sabaku ni Fuku Kaze de Shou Akechi
- Sakura no Hana no Koucha Ouji de Nanpei Yamada
- Sample Kitty de Shou Akechi
- Satsuriku no Motion de Yahiro Moritsugu
- Sawayakasou no Juunin de Zi Rocks
- Senyuu Banrai Rakuan de Sachi Minami
- Shikkaku no Shokan Kemono de Riichirou Tsutsumi
- Shimatsunin de Shou Akechi
- Shounen Chuudoku de Nobuyo Yamamoto
- Shinrei Tantei Yakumo: Akai Hitomi wa Shitteiru de Manabu Kaminaga, Ritsu Miyako
- Shiromeikyuu de Yuu Kamiya
- Shitsuji-sama no Okiniiri de Fuyu Tsuyama, Rei Izawa
- Shitsuji-sama no Okiniiri Encore! de Fuyu Tsuyama, Rei Izawa
- Silver arrow de Akemi Maki
- Sol y sombra de Masumi Kawasou
- Sora no Shokuyoku Majin de Izumi Kawahara
- Sorairo Kaigan de Nanpei Yamada
- Soutou no Koei de Yahiro Moritsugu
- Suzuya Higashikou Satsujinjiken de Yahiro Moritsugu

T
- Te no Hira ne Hoshi de Fumika Okano
- The Change! de Saeko Himuro
- Tobenai Bokura wa Kaze wo Miru de Nobuyo Yamamoto
- Toukyou Shounen Monogatari de Marimo Ragawa
- Touran Merry Rouse de Ritsu Miyako
- Touring Express de Masumi Kawasou
- Touring Express Tokubetsu-hen de Masumi Kawasou
- Tsuki no Kagayaku Yoru ni de Naomi Yamauchi

U
- Ushinawareta Fuuin de Yahiro Muritsugu
- Usotoki Rhetoric de Ritsu Miyako
- Usotsuki Voice de Aki Morino

V
- V-K Company de Miyuki Yamaguchi
- Vampire de Yuki Takahashi

W
- W Juliet II de Emura
- Wan no mi de Yohito Okazaki
- Warau Daitenshi de Izumi Kawahara
- Wild Kiss de Nakayo Hisaya

Y
- Yami no Shoushitsuten de Yahiro Moritsugu
- Yamiyo Mori no Guuwa de Yuriko Matsukawa
- Yaneura no Mahoutsukai de Marchen Maker
- Yorugata Aijin Senmonten Blood Hound DX de Kaori Yuki
- Yukarism de Chika Shiomi
- Yume no Moribito de Chika Shiomi
- Yungu Furau de Masumi Kawasou
- Yurara no Tsuki de Chika Shiomi

Z
- Zankoku na Douwatachi de Kaori Yuki
- Zusetsu Occult Renai Jiten de Shou Akechi